# DYSEAC

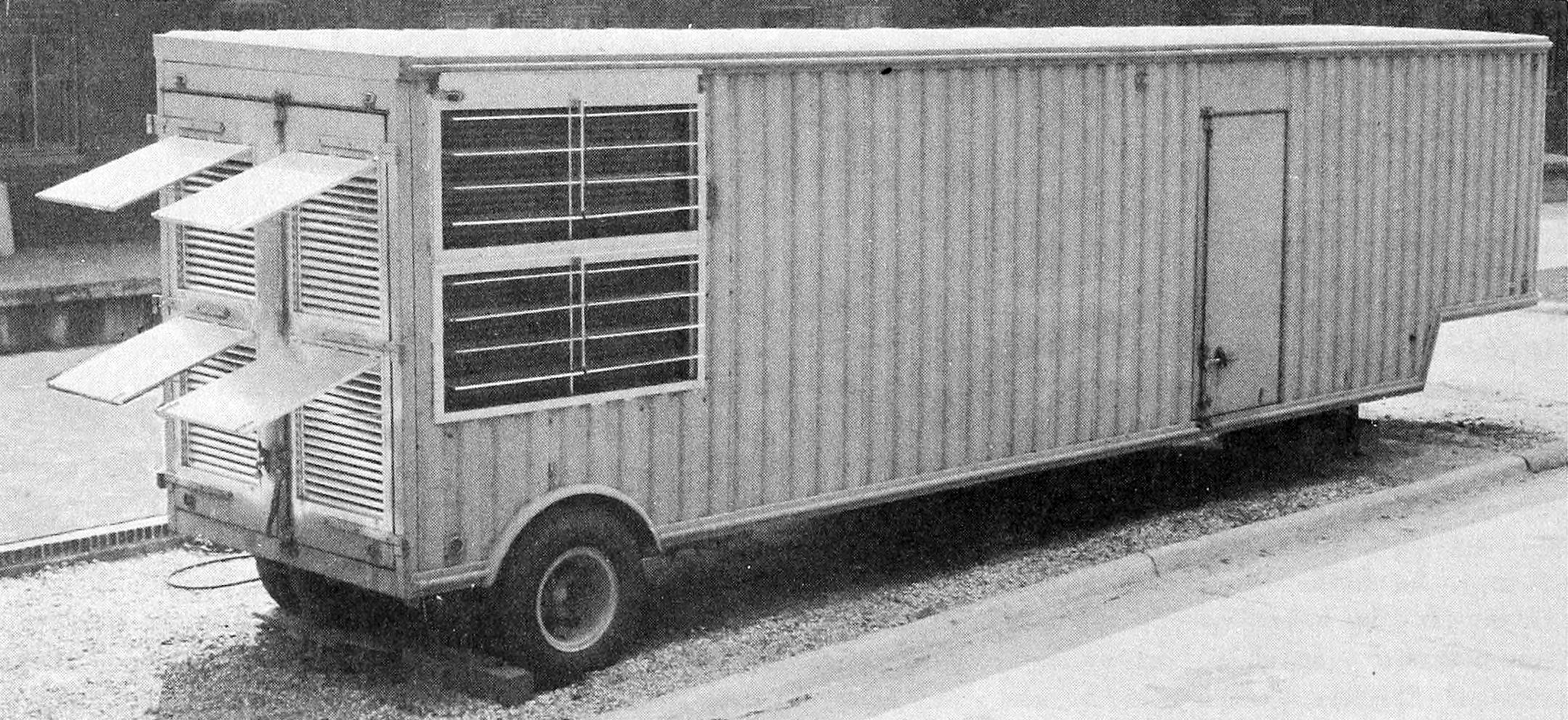
Фургон с DYSEAC

DYSEAC (сокр. от англ. Dynamic Standards Electronic/Eastern Automatic Computer) — электронный компьютер первого поколения, улучшенный вариант компьютера SEAC. Сконструирован в Национальным бюро стандартов США для Службы связи армии США. Монтировался в кузове грузовика или трейлере, что делает его одним из первых движимых компьютеров. Разработка началась в 1953 году, запущен в работу в апреле 1954 года.
Надёжность компонентов, использованных в SEAC, позволила использовать подобные компоненты и в DYSEAC, также был применён новый тип логической организации. DYSEAC, вероятно, был первым компьютером, в монтаже которого использовалась технология печатных плат. Обладал обширными возможностями для взаимодействия в реальном времени с внешними устройствами. Одним из них был сам SEAC, который имел возможность прерывать вычисления на DYSEAC и посылать данные в файлы на DYSEAC без разрушения последовательности вычислений DYSEAC. Это является ранним примером аппаратного разделения времени. Другие подобные системы в большинстве использовали управление вычислительным процессом впервые продемонстрированное в DYSEAC.

## Описание

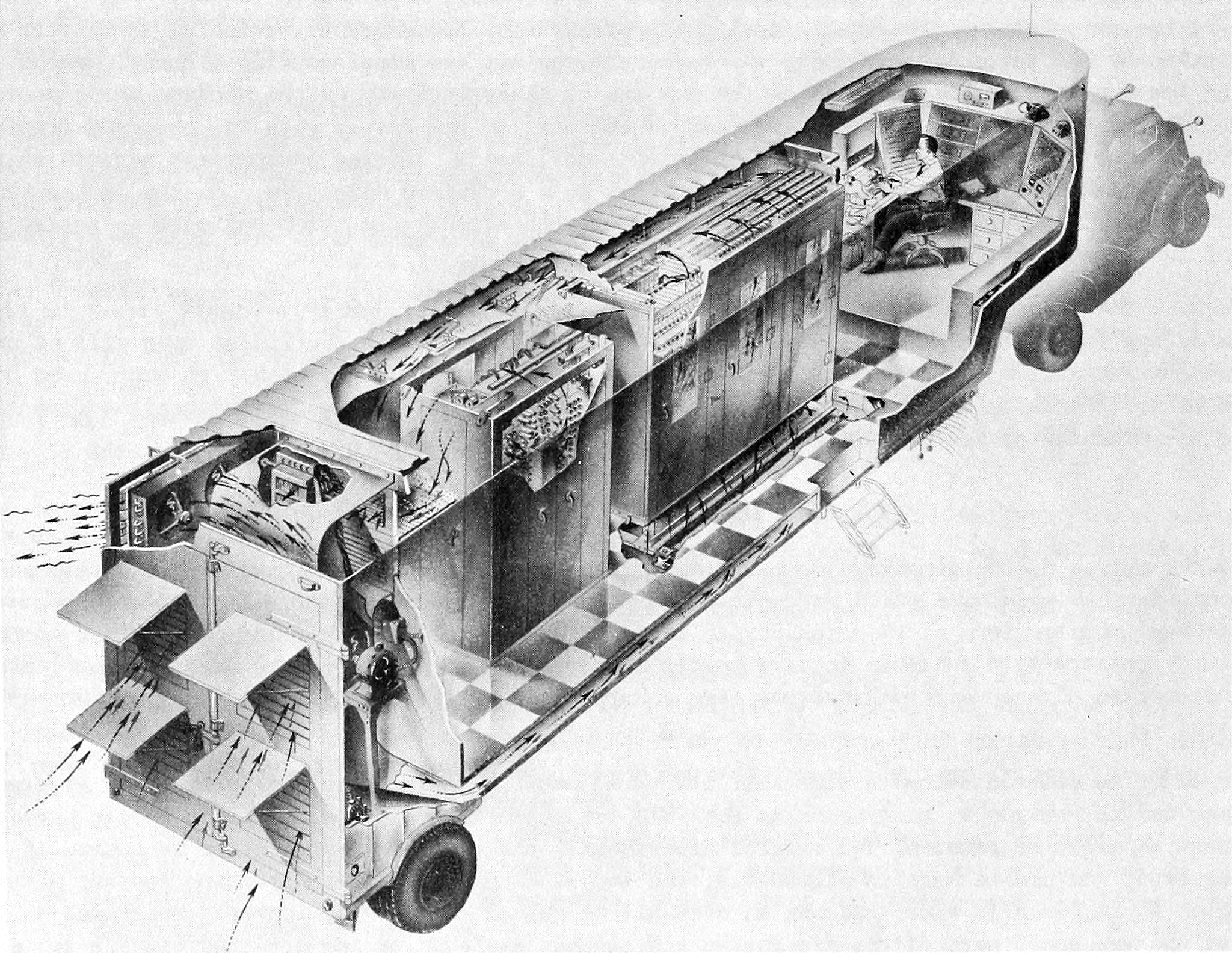
Схема фургона с DYSEAC

DYSEAC содержал 900 вакуумных ламп и 24 500 диодов. Имел память в 512 слов по 45 бит каждое (плюс 1 бит чётности) на ртутных линиях задержки. Время доступа к памяти составляло от 48 до 384 мкс. Время выполнения операции сложения составляло 48 мкс, время выполнения операции умножения или деления было 2112 мкс. В эти цифры не включено время доступа к памяти, которое само по себе достигало почти 1500 мкс.